# Kelleria paludosa
Kelleria paludosa är en tibastväxtart som beskrevs av Michael J. Heads.
Kelleria paludosa ingår i släktet Kelleria och familjen tibastväxter. Inga underarter finns listade i Catalogue of Life.